# Notes sur quelques Plantes de France Critiques
Notes sur quelques Plantes de France Critiques, (abreviado como Notes Pl. Crit.), é um livro de botânica que foi escrito pelo botânico e micólogo francês, Ernest Saint-Charles Cosson. Foi publicado em 3 séries entre os ano 1849-1852, com o nome de Notes sur quelques Plantes de France Critiques, rares ou nouvelles et additions à la Flore des environs de Paris.